# جون جوزيف ميتشيل
جون جوزيف ميتشيل (بالإنجليزية: John Joseph Mitchell)‏ هو محامي وسياسي أمريكي، ولد في 9 مايو 1873 في الولايات المتحدة، وتوفي بنفس المكان في 13 سبتمبر 1925. حزبياً، نشط في الحزب الديمقراطي. انتخب عضو مجلس نواب ماساتشوستس وانتخب عضو مجلس النواب الأمريكي.